# Иванов, Василий Макарович
Василий Макарович Иванов (6 мая 1922, дер. Гринёво, Орловская губерния — 21 августа 1982, Орёл) — Герой Советского Союза, командир взвода 253-го стрелкового полка 45-й стрелковой дивизии 31-го стрелкового корпуса 14-й армии Карельского фронта, младший лейтенант.

## Биография
Родился 6 мая 1922 года в деревне Гринёво в крестьянской семье. Русский. Член КПСС с 1963 года. Окончив 7 классов в 1934 году, работал комбайнёром в Моховской машинно-тракторной станции (МТС) Залегощинского района Орловской области.
В Красную Армию призван 12 июня 1941 года и направлен для прохождения действительной военной службы в Заполярье. На фронте в Великую Отечественную войну с сентября 1941 года; в том же году 16 ноября был легко ранен. В 1944 году окончил Пуховичское военное пехотное училище в городе Великий Устюг Вологодской области.
Командир взвода 253-го стрелкового полка (45-я стрелковая дивизия, 31-й стрелковый корпус, 14-я армия, Карельский фронт) младший лейтенант Василий Иванов отличился в ожесточенных боях в ходе Петсамо-Киркинесской наступательной операции советских войск (7 октября — 1 ноября 1944 года).
В результате наступления в Заполярье войск Карельского фронта, был на голову разгромлен 19-й горнострелковый корпус 20-й горной армии гитлеровцев. От фашистских оккупантов были освобождены вся Мурманская область и северная Норвегия. Первой из советских воинских частей границу с Норвегией перешли воины 45-й стрелковой дивизии.
21 октября 1944 года части этой дивизии внезапным ударом захватили важную высоту в районе населённого пункта Тарнет (Лилль-Карандалет, Норвегия) на подступах к городу Киркенесу. Первым на эту сильно укреплённую господствующую высоту ворвался стрелковый взвод младшего лейтенанта Василия Иванова, который оценив обстановку, быстро приступил к организации системы огня и подготовке обороны высоты.
Вскоре гитлеровцы обрушили на неё огненный шквал и приступили к частым контратакам. Отважный офицер передал по цепи приказ: беречь патроны, высоту удержать любой ценой.
Натиск гитлеровцев становился всё яростнее, и иногда им удавалось вплотную подойти к окопам советских воинов. Тогда бойцы, руководимые младшим лейтенантом Ивановым, вступали в рукопашную схватку, кололи врага штыками, уничтожали его гранатами. Обстановка становилась всё более напряженной. После сильного артиллерийского налёта противник, получив подкрепление, возобновил контратаку.
В этот критический момент младший лейтенант Иванов В. М., вскочив на бруствер окопа, с возгласом «За Родину! Вперёд!» возглавил рукопашный бой взвода. Схватка была яростной. Огнём из пистолета и штыком бесстрашный советский офицер лично уничтожил восемь гитлеровцев, и несмотря на три ранения, он управлял боем до его окончания. Фашисты не выдержали удара советских бойцов, и, оставив на поле боя более сорока трупов, отступили.
Указом Президиума Верховного Совета СССР от 24 марта 1945 года за образцовое выполнение боевых заданий командования на фронте борьбы с немецко-фашистским захватчиками и проявленные при этом мужество и героизм младшему лейтенанту Иванову Василию Макаровичу присвоено звание Героя Советского Союза с вручением ордена Ленина и медали «Золотая Звезда» (№ 4310).
С 1946 года старший лейтенант В. М. Иванов — в запасе. Окончил на родине школу механизации сельского хозяйства, работал механиком РТС в Моховском районе Орловской области.
С мая 1960 по июль 1963 года жил в Пикалёво, работал ремонтным электромонтёром глинозёмного цеха Пикалёвского глинозёмного завода, возглавлял цеховой комитет ДОСААФ.
С 1963 года — электромонтёр в Облремстройтресте в городе Орле. Избирался депутатом районного Совета народных депутатов, проводил большую воспитательную работу среди школьников и молодежи. В 1963 году вступил в ряды КПСС. С 1978 года В. М. Иванов — персональный пенсионер союзного значения. Жил в городе Орёл, где и скончался 11 августа 1982 года. Похоронен на воинском участке Троицкого кладбища в Орле.

## Награды
- Медаль «Золотая Звезда» Героя Советского Союза и орден Ленина (24.3.1945)[2]
- Медаль «За оборону Ленинграда»[2].